# Spoorlijn Kaufbeuren - Schongau
De spoorlijn Kaufbeuren - Schongau ook wel Sachsenrieder Bahn genoemd was een Duitse spoorlijn als lijn 5443 onder beheer van DB Netze.

## Geschiedenis
Het traject werd door de Königlich Bayerische Staats-Eisenbahnen in fases geopend:
- 1 april 1922: Kaufbeuren - Aufkirch
- 18 februari 1923: Aufkirch - Schongau

Het personenvervoer werd op 1 oktober 1972 stilgelegd en in 1977 volgde de sluiting van het traject.

## Treindiensten

### Deutsche Bahn
De Deutsche Bahn verzorgde tot 1972 het personenvervoer op dit traject met RB-treinen.

## Aansluitingen
In de volgende plaatsen was of is er een aansluiting van de volgende spoorwegmaatschappijen:

### Kaufbeuren
- Allgäubahn spoorlijn tussen Buchloe en Lindau

### Schongau
- Fuchstalbahn spoorlijn tussen Landsberg am Lech en Schongau
- Pfaffenwinkelbahn spoorlijn tussen Weilheim en Schongau